# Hadennia
Hadennia — род совок из подсемейства совок-пядениц.

## Распространение
Распространены в Палеарктике.

## Описание
Крылья относительно широкие. Среднее поле на передних крыльях слабо очерчено. Предкраевая линия слабо извилистая или прямая, её тёмная оторочка пересекает линию и упирается в вершину крыльев. У самца костальный край передних крыльев с явственной широкой складкой, которая прилегает к крыльям снизу. У вида Hadennia incongreus усики с утолщением перед серединой жгутика. Сугум характерный, округлый.

## Систематика
В составе рода:
- Hadennia albinotalis Moore, 1877
- Hadennia duplicata Warren
- Hadennia emmelodes Bethune-Baker, 1908
- Hadennia hypenalis Walker, 1858
- Hadennia ignicoma Swinhoe, 1890
- Hadennia jutalis Walker, 1858
- Hadennia maculifascia Hampson, 1895